# Carlo Fossati
Carlo Giovanni Battista Fossati (Turim,  3 de julho de 1844 — Porto Alegre, 23 de agosto de 1927) foi um escultor marmorista ítalo-brasileiro. 
Estudou a arte do desenho no famoso Liceu de Turim.  Após a conclusão deste curso, dedicou-se à escultura, arte que aprendeu com seu pai, Bartholomeu Fossati. Trabalhou em seu atelier  até os vinte e cinco anos de idade. Nesta época, conhecido por seu talento e competência, foi convidado pelo governo italiano para realizar vários trabalhos em escultura no Palácio Real de Turim. Por este trabalho  recebeu o título de Cavaleiro da Coroa Real, concedido pelo rei Vittorio Emanuele II e a medalha de Honra ao Mérito.
Este reconhecimento ao  seu talento projetou seu nome internacionalmente. Recebeu convite do governo grego para estabelecer-se em  Atenas e ali exercer sua profissão, mas já havia decidido ir para o Brasil. Chegou ao Rio de Janeiro em 1869. Permaneceu pouco tempo na corte e, contratado pelo governo em 1871, viajou para a província do Rio Grande do Sul para orientar tecnicamente os trabalhos de extração de mármore nas jazidas de Encruzilhada do Sul e Caçapava do Sul.
Fossati conhecia bem a tarefa, no entanto, logo percebeu que, devido à falta de estrutura material e de operários qualificados, não seria possível dar continuidade à empresa. Acordou a rescisão do contrato e permaneceu na província, encaminhado-se para a capital Porto Alegre, onde residiria até seu falecimento aos 83 anos de idade. Foi casado com Maria Weingärtner, com quem teve 15 filhos. Artur e Bernardo seguiram a carreira de escultor. Formou diversos discípulos, destacando-se João Vicente Friedrichs.

## Obras
Segundo Athos Damasceno, é difícil atualmente localizar e relacionar os numerosos trabalhos de Carlo Fossati, realizados especialmente para a ornamentação de edifícios e sepulcros. Pode-se mencionar os quatro leões de mármore que guarnecem as escadarias laterais do Paço Municipal de Porto Alegre, e um medalhão com a efígie de Caldas Júnior, em bronze, para o túmulo do jornalista.
"Fossati trabalhava silenciosamente em seu atelier, raramente expondo ou procurando por qualquer meio chamar a atenção para obras de sua autoria. Sócio, em certa fase de sua vida, dos irmãos Pittanti, deu a ambos valiosa ajuda artística, contribuindo grandemente para a formação e consolidação do prestígio profissional da firma, sem a menor preocupação de pôr em relevo ali os talentos de que era dotado e as aptidões que, aliás, todos lhe reconheciam. Em várias oportunidades revelou esses talentos e essas aptidões, assumindo a responsabilidade de lavores importantes. Sabe-se que, se não foi o primeiro, foi dos primeiros escultores marmoristas a executar obras de porte para o cemitério local." 
A estátua do Conde de Porto Alegre, toda em mármore, inaugurada pela Princesa Isabel em 1885, foi o primeiro monumento erguido em praça pública em Porto Alegre. Localizava-se, inicialmente, na Praça da Matriz, sendo transferida em 1912 para a Praça Conde de Porto Alegre. A estátua foi encomendada ao atelier de Adriano Pittanti, para quem foi dado todo o crédito, havendo várias notícias na imprensa louvando o seu trabalho. Porém, de acordo com depoimento de Paschoal Fossati, filho do escultor Carlo Fossati, dado em 1956 para Athos Damasceno, o autor da estátua foi seu pai:
"Afirma o depoente que, sendo à época Carlo Fossati sócio de Pittanti, a ele fora confiada a difícil empreitada para a qual fez a maqueta — hoje conservada pela família Câmara — o modelo de barro, e, em grande parte, a transferência para o mármore. Admite Paschoal que, nessa última fase da obra, haja seu pai recebido a colaboração de Domênico Pittanti, irmão de Adriano. Mas reitera que a autoria da obra é de Carlo Fossati, a cuja modéstia extrema atribui o silêncio que sempre manteve em torno do assunto.
"A fonte em que foi colhida a informação acima é merecedora de crédito. Mas, à falta de outros elementos de comprovação histórica, não se dispõe o autor desta crônica a encampar o depoimento, embora se incline a aceitar a versão, considerados os títulos de Fossati e suas reconhecidas qualidades de escultor — títulos de que, à época, os demais profissionais do ramo não eram portadores e qualidades que esses mesmos profissionais não chegaram a ultrapassar".

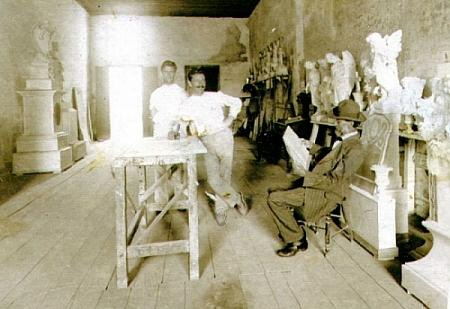
Carlo Fossati, em seu atelier, com os filhos Vitório e Virgílio.
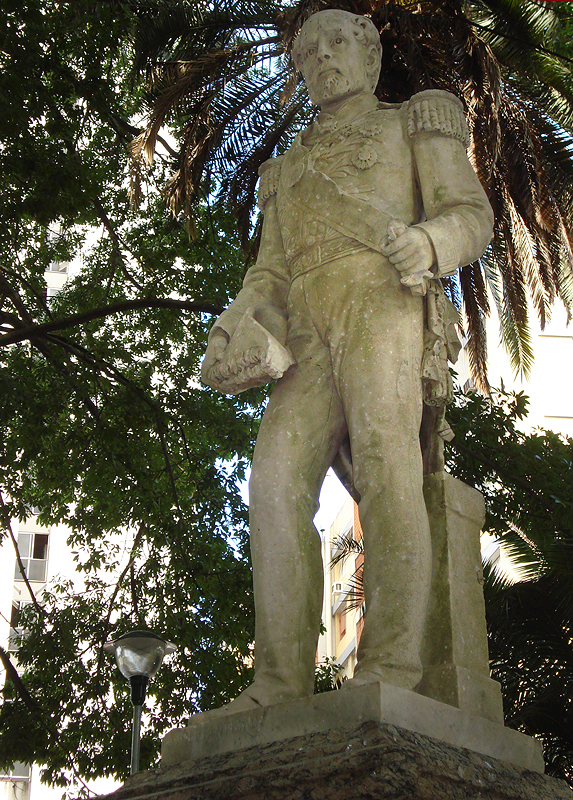
Monumento  Conde de Porto Alegre
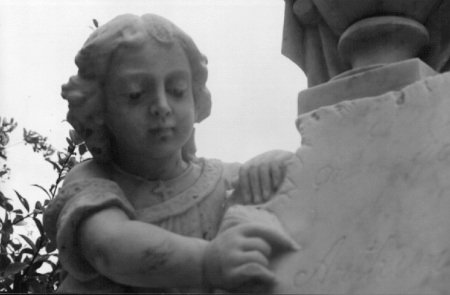
Anjo escritor
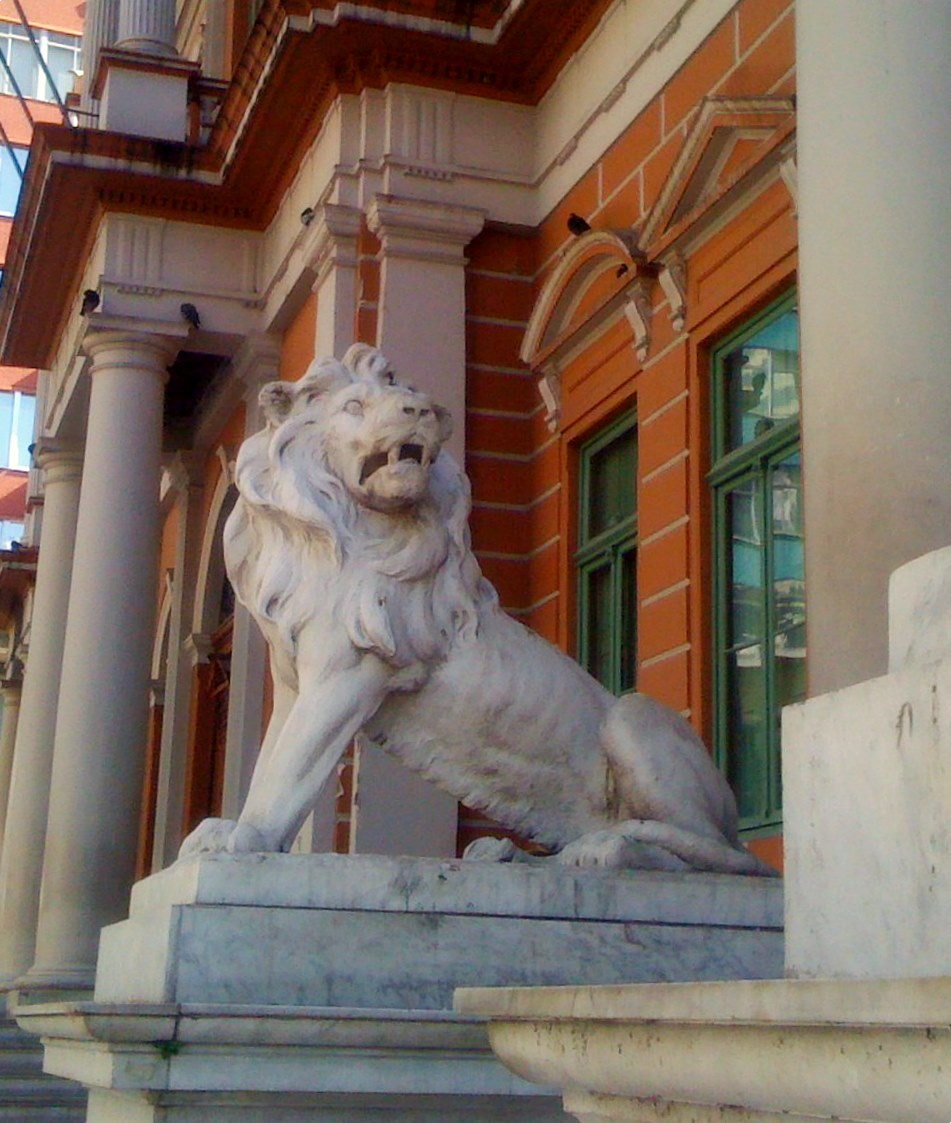
Um dos quatro leões que guarnecem as escadarias do Paço Municipal de Porto Alegre.